# Aeroportul Santa Maria din Azore
Aeroportul Santa Maria din Azore (IATA: SMA, ICAO: LPAZ) este un aeroport din Vila do Porto⁠(d), Vila do Porto, Azore, Portugalia ce deservește zona Vila do Porto. Aeroportul a fost tranzitat în decembrie 2020 de 3.529 de pasageri.
Situat la o altitudine de 94 m, aeroportul dispune de o singură pistă. Este operat de ANA Aeroportos de Portugal S.A.⁠(d).